# 한스 니콜루시 카빌리아
한스 니콜루시 카빌리아 (Hans Nicolussi Caviglia, 2000년 6월 18일 ~ )는 이탈리아의 축구 선수이며, 유벤투스에서 미드필더로 뛰고 있다.